# Bobby Langton
Robert „Bobby“ Langton (* 8. September 1918 in Burscough; † 13. Januar 1996 ebenda) war ein englischer Fußballspieler. Der torgefährliche Außenstürmer spielte elfmal für die englische Nationalelf und stand 1953 mit den Bolton Wanderers im FA-Cup-Finale.

## Karriere
Langton absolvierte 1937 als Spieler von Burscough Victoria ein Probetraining beim Zweitligisten Blackburn Rovers und wechselte im September als Amateur zu Blackburn, im November erhielt er einen Profivertrag. Sein Pflichtspieldebüt für Blackburn gab im September 1938 gegen Swansea Town und er gehörte in der Folge zum Stammaufgebot Blackburns. Zum Gewinn der Zweitligameisterschaft 1938/39 trug er mit 14 Treffern in 37 Einsätzen bei. Der Ausbruch des Zweiten Weltkriegs kurz nach Beginn der Saison 1939/40 unterbrach Langtons Karriere für mehrere Jahre, während des Kriegs diente er zunächst lange Zeit in Indien und anschließend in Nordirland. Dort spielte er in dieser Zeit beim Glentoran FC, mit dem er 1945 im Finale des Irish Cup stand. Im selben Jahr repräsentierte er die Irish League in einer Partie gegen eine Militärauswahl.
Langton, der präzise Flanken aus jeder Position des Feldes schlagen konnte, kehrte nach seiner Entlassung aus dem Militärdienst Anfang 1946 zu Blackburn zurück und stieg dort bereits im September 1946 zum Nationalspieler auf. Bei seinem Länderspieldebüt bildete er mit Tom Finney, Raich Carter, Tommy Lawton und Wilf Mannion die Sturmreihe und erzielte beim 7:2-Erfolg gegen Nordirland den siebten englischen Treffer der Partie. Bis 1950 kam er in insgesamt elf Partien für England zum Einsatz, an der Weltmeisterschaft 1950 in Brasilien nahm er allerdings nicht teil. Zudem spielte er in den Jahren 1949 und 1950 dreimal für die englische B-Auswahl und repräsentierte seit 1946 auch die Football League, darunter bei einer Australien-Tournee im Jahre 1951.
Nach Blackburns Abstieg aus der First Division im Jahr 1948 verließ er den Klub und wechselte für 16.000 Pfund zu Preston North End. Seine Zeit bei Preston war für den Flügelspieler wenig erfolgreich, bereits 1949 stieg der Verein ebenfalls in die Second Division ab und Langton wechselte im November für 20.000 Pfund zu den Bolton Wanderers. Mit Bolton stand er 1953 gegen den FC Blackpool im Finale des FA Cups. Das Finalspiel, das als Matthews Final in die Geschichtsbücher einging, wurde gegen einen überragenden Stanley Matthews mit 3:4 verloren, Langton hatte in der 40. Minute seine Mannschaft zwischenzeitlich mit 2:1 in Führung gebracht.
In der Sommerpause 1953 kehrte der Flügelspieler, der seinen harten Schuss erfolgversprechend einsetzte, wenn er bei seinen Flügelläufen nach innen zog, zu Blackburn zurück und beendete drei Jahre später seine Laufbahn in der Football League nach insgesamt 87 Toren in 385 Einsätzen. Er setzte seine Karriere zunächst beim Ards FC in Nordirland fort und spielte im Anschluss im Non-League football bei Wisbech Town, den Kidderminster Harriers und Colwyn Bay. 1960 beendete er seine Fußballerlaufbahn und übernahm in der Folge verschiedene Traineraufgaben beim FC King’s Lynn und Wisbech Town. Seine letzte Funktion im Fußball übte er zwischen 1965 und 1971 als Trainer des FC Burscough aus.
Langton verstarb nach kurzer Krankheit am 13. Januar 1996, zwei Jahre später wurde die Straße an der Spielstätte von Burscough in Bobby Langton Way umbenannt.